# EGメーカー
『EGメーカー』（エロゲーメーカー、EROGE MAKER）は、酉川宇宙による日本のギャグ漫画。『ヤングアニマル』（白泉社）にて2013年11号に前身となる読切が掲載された後、2014年6号より2015年16号まで連載された。

## あらすじ
主人公・吉見優香は美大卒業後、ゲーム会社「モミーデザイン」に入社。しかし、実はそこはエロゲーを開発している会社だったのだ。そして優香は羞恥心に耐え、さらに曲者揃いの社員たちに振り回されながらも仕事をこなしていく。

## 登場人物

### モミーデザイン
吉見 優香（よしみ ゆうか）
主人公。モミーデザインの社員（グラフィッカー）。茶髪のロングヘアの髪型をした巨乳の美女。美大卒業後、モミーデザインに入社した。仕事に対する羞恥心に耐えつつ、さらに曲者揃いの同僚たちに振り回されつつも社員として仕事を行っていく。兄がいる。アパートで一人暮らしをしている。
大類 芳樹（おおるい よしき）
社員の1人にして優香の先輩。ポニーテールの髪型をした男性で、眼鏡をかけている。熱い性格で、優香に激しい言葉を浴びせながら厳しく指導していく。
白井 進（しらい すすむ）
社員の1人（音響担当）。アフロの髪型をした男性で、眼鏡をかけている。常にヘッドホンでフェラチオ音を聴いている変人だが、仕事に対しては情熱を抱いている。喋る時にフランス語を混ぜるのが口癖。
社長
モミーデザインの社長。怪しい風貌をしているが、社員に対しては優しい。

### 業界関係者
大島 のぶ子（おおしま のぶこ）
エロゲー声優。業界でNo.1の人気を誇る。それゆえか高慢な性格で、新人に対しては厳しい態度を取ることが多い。

### その他の登場人物
大野木 舞（おおのぎ まい）
優香の友人で、彼女の大学時代の同級生。高校の美術教師をしている。おさげの髪型に眼鏡をかけた幼い雰囲気の女性で、そのままの幼児体形をしている。優香に対して友情以上の感情を抱いている節がある。ある日偶然、優香がモミーデザインに勤務していることを知ってしまい、彼女を辞めさせようと考えている。そのため、大類のことを「優香をエロゲー業界に引き込んだ張本人」と見なして憎んでいる。

## 書誌情報
- 酉川宇宙 『EGメーカー』 白泉社〈ジェッツコミックス〉、全4巻
  1. 2014年9月29日発売 ISBN 978-4-592-14081-8
  2. 2014年11月28日発売 ISBN 978-4-592-14082-5
  3. 2015年6月29日発売 ISBN 978-4-592-14083-2
  4. 2015年10月29日発売 ISBN 978-4-592-14084-9